# Lijst van voetbalinterlands Algerije - Mozambique (vrouwen)
Deze lijst van voetbalinterlands is een overzicht van alle officiële voetbalinterlands tussen de nationale vrouwenteams van Algerije en Mozambique. De landen hebben tot nu toe drie keer tegen elkaar gespeeld. 

## Wedstrijden
| № | Plaats | Datum             | Competitie                          | Wedstrijd             | Uitslag |
| - | ------ | ----------------- | ----------------------------------- | --------------------- | ------- |
| 1 | Maputo | 17 februari 2007  | Kwalificatie Olympische Spelen 2008 | Mozambique − Algerije | 0 − 3   |
| 2 | Blida  | 11 maart 2007     | Kwalificatie Olympische Spelen 2008 | Algerije − Mozambique | 9 − 1   |
| 3 | Maputo | 10 september 2011 | Vriendschappelijk                   | Mozambique − Algerije | 1 − 7   |

## Samenvatting
| Competitie                     | Totaal gespeeld | Winst Algerije | Gelijk | Winst Mozambique | Doelsaldo Algerije – Mozambique |
| ------------------------------ | --------------- | -------------- | ------ | ---------------- | ------------------------------- |
| Olympische Spelen kwalificatie | 2               | 2              | 0      | 0                | 12 − 1                          |
| Vriendschappelijk              | 1               | 1              | 0      | 0                | 7 − 1                           |
| Totaal                         | 3               | 3              | 0      | 0                | 19 − 2                          |